# Chesias zullichi
Chesias zullichi là một loài bướm đêm trong họ Geometridae.